# Les maresmes
Les maresmes (títol original en islandès: Mýrin) és una pel·lícula islandesa de l'any 2006 dirigida per Baltasar Kormákur, basada en una novel·la de l'escriptor Arnaldur Indriðason adaptada al cinema pel mateix Kormákur.

## Argument
Un home apareix assassinat a casa seva, al barri de Les Maresmes de Nordurmri. L'inspector de policia Elendur i el seu company Sigurður Óli investiguen el cas. En el registre del domicili de la víctima troben una foto antiga d'una nena morta misteriosament que els condueix a un passat tenebrós i tèrbol.

## Repartiment
- Ingvar E. Sigurðsson - Erlendur
- Björn Hlynur Haraldsson - Sigurður Óli
- Ólafía Hrönn Jónsdóttir - Elínborg
- Ágústa Eva Erlendsdóttir - Eva Lind
- Atli Rafn Sigurðarson - Örn
- Kristbjörg Kjeld - Katrin
- Theódór Júlíusson - Elliði
- Þorsteinn Gunnarsson - Holberg

## Al voltant de la pel·lícula
Aquesta pel·lícula és una adaptació de l'obra d'Arnaldur Indridason, escriptor clau de la novel·la negra nòrdica, que va rebre el premi Clau de vidre a la millor novel·la policíaca nòrdica del 2002. Una altra novel·la de l'autor, Reykjavik-Rotterdam també va servir de base pel llargmetratge del mateix nom, protagonitzada per Baltasar Kormákur i dirigit per Óskar Jónasson el 2008.
Una de les trames d'aquest thriller es relaciona amb la base de dades genètica d'informació mèdica sobre la població islandesa per investigació de malalties hereditàries. Va obtenir cinc premis Edda, els premis nacionals del cinema islandès, entre ells millor film, millor director i millor actor per Ingvar E. Sigurðsson.